# Aschau (Mühldorf)
Aschau é um município da Alemanha, no distrito de Mühldorf, na região administrativa de Oberbayern, estado de Baviera. Em 2020, Christian Weyrich foi eleito como prefeito até 2026. De acordo com o censo de 2021, o município contava com 3.424 habitantes.